# Aguas Calientes (Peru)
Aguas Calientes (španj. "topla voda" ili "topli izvori"), nekad nazivan i kao grad Machupicchu, je grad u Peruu na rijeci Urubamba. To je najbliže naseljeno mjesto turističkom odredištu Machu Picchu, koje je udaljeno oko 6 km ili 1,5 sati hoda. U gradu je boravio 1911. Hiram Bingham prije nego što je otkrio Machu Picchu.
U gradu se nalazi veliki broj hotela i restorana, kao i toplice s toplom vodom, po kojima je grad i dobio naziv. Toplice su bile uništene u poplavama prije nekoliko godina ali su ponovno osposobljene za uporabu.

## Povijest
Naselje je naselilo nekoliko ratarskih obitelji 1901., no postaje puno prometnije tekkada je pretvoreno u željeznički kamp, zvan kamp Maquinachayoq, u kasnim 1920.-im tijekom izgradnje pruge koja je dovršena 1931. godine.

## Promet
Aguas Calientes su zadnje stajalište željezničke pruge koja dolazi iz Cuscoa. Vlakovi služe za prijevoz lokalnog stanovništva ali i turista koji putuju iz Cusca i Ollantaytamboa u posjet Machu Picchu. Turisti i lokalno stanvništvo obično sjede u odvojenim vagonima. U sastavu željezničkog kolodvora nalazi se ograđena pijaca sa suvenirima. Avenija Pachacutec je jedina gradska ulica koja povezuje toplice s glavnim gradskim trgom.

## Industrija
Hidroelektrana Machupicchu se nalazi nedaleko grada na rijeci Urubamba. Proizvodi oko 90 MW za oblasti Cusco, Puno i Apurimac. Konstruirana je između 1958. i 1965. a proširena između 1981. i 1985. Postrojenja hidroelektrane su bila oštećene pri odronu zemljišta 28. veljače 1998. i hidroelektrana je bila zatvorena sve do 13. srpnja 2001.
- Rijeka Urubamba
- Željeznička pruga presjeca grad
- Serpentine prema Machu Picchu

## Vanjske poveznice
- Aguas-Calientes.com  Arhivirana inačica izvorne stranice od 25. rujna 2017. (Wayback Machine)
- Aguas Calientes na cusco-peru.org